# Навобод (Таджикабадский район)
Навобод (тадж. Навобод) — сельский населённый пункт в Таджикабадском районе РРП Таджикистана. Входит в состав сельской общины (джамоата дехота) Нушор. Расстояние от села до центра района (пгт Таджикабад) — 7 км, до центра джамоата (село Нушори-Боло) — 2 км. Население — 776 человек (2017 г.), таджики. Население в основном занято сельским хозяйством (животноводство и растениводство). Земли орошаются главным образом водами горных источников.